# Гюлевлю
Гюлевлю (азерб. Hülövlü) — село в Хачмазском районе Азербайджана.

## География
Расположено на левом берегу реки Карачай в 9 км к югу от районного центра Хачмаза.

## История
По сведениям «Камерального описания Кубинской провинции», составленном в 1831 году коллежским регистратором Хотяновским, в казённой деревне Гюлевли Шабранского магала население состояло из шиитов летом переселявшихся на яйлаги и занимавшихся земледелием и шелководством. Имелись 16 тутовых садов и мельница. Кендхуда (сельский староста) деревни являлся Джамиль Ягуб оглы.
По материалам посемейных списков на 1886 год, в селе Гюлевли Кубинского уезда насчитывалось 438 жителей (71 дым). Мужчин — 243, женщин — 195.
Национальность жителей обозначалась как азербайджанцы (в источнике указаны «татарами»). Религиозная принадлежность —  мусульмане-шииты.

## Население
Согласно результатам Азербайджанской сельскохозяйственной переписи 1921 года селение Гюлевли Борис-Польского сельского общества Кубинского уезда Азербайджанской ССР имело 120 хозяйств и 693 жителей, преобладающее население — азербайджанские тюрки, само население состояло из 342 мужчин и 351 женщины.
По данным на 1986 год в Гюлевлю проживало 1103 жителей. Население занималось овощеводством и животноводством. Функционировали средняя школа, клуб, библиотека, медицинский пункт.
В прошлом в Гюлевлю было развито шелководство. В дальнейшем шёлк сбывался на базарах Кубы и Девечи.

## Достопримечательность
В селе расположена мечеть. Фундамент мечети был заложен в 1986 году.